# Hans Christensen Sthen
Hans Christensen Sthen (født 1544 i Roskilde, død 1610 i Malmø) var en dansk præst og salmedigter, som 1583 kaldedes til Malmø af borgerskabet dér for at virke som sognepræst.
Sthen er blandt andet repræsenteret i den danske Psalmebog for Kirke og Hjem fra 1899 og Den Danske Salmebog fra 2003.

## Sthens virke i Malmø
Han virkede i en stor del af sit liv i Sankt Petri kirke i Malmø. Hans bolig lå i kvarteret mellem Rundelsgade og Snapperupsgade lige sydøst for Skt. Petri Kirke.
Han blev som 21-årig rektor på skolen i Helsingør og snart også præst i byen. Da han viste stor arbejdsomhed som præst, og da han indledte en omfattende virksomhed for børn, spredtes rygtet om ham i Danmark. Borgmesteren i Malmø, Jacob Fectil, havde held til at få ham til at flytte til Malmø.
At Hans Christensen Sthen ikke var nogen fattig mand, viser de bevarede regnskaber, og blandt andet måtte kirken år 1583 betale en stor sum fragtpenge for hans bohave. Det skulle med vogne fragtes op fra strandbryggen til præstegården, i alt 46 læs. Tjenesten i Skt. Petri var også eftertragtet – lønnen var nemlig betydeligt udvidet. Foruden den fik hr. Sthen betaling som prædikant på slottet Malmøhus samt som styrelsemedlem i den tidligere borgmester Jørgen Kocks store fond for de fattige. Præstegården ved Djæknegade stod gratis til hans rådighed. Gården var allerede år 1566 blevet købt som tjenestebolig for præster. Betegnelsen ”sogneherrens residens” ses i bevarede arkivalier for denne ejendom.
Hans Christensen Sthen var en af Danmarks største salmedigtere. Hans store salmebog En liden Vandrebog udkom år 1589. Endnu i dag findes to af hans salmer i den svenske salmebog.
Livet i Malmø var dog ikke helt let. År 1595 udbrød et stort spektakel, da Jörgen Kocks fond skulle revideres. Hr. Sthen skrev en digt om hændelsen, men fortæller ikke deri noget om årsagen til balladen. Han fik dog hele bystyret imod sig. To år senere skrev byens ledelse til kongen og ville have, at majestæten "i nåde" skulle give hr. Sthen en anden tjeneste i Tyelse og Klangstrup "på grund af hans høje alderdoms skrøbelighed". Præsten var da kun ca. halvtreds år.
Sthen gik ikke af, og han fortsatte med at øve pres på de styrende i Malmø. Først den 12. oktober 1607 frasagde Sthen sig sit præsteembede i Skt. Petri sogn i Malmø på grund af alder.

## Salmer
- Sange i Wikisource
- Ak levende Gud, jeg bekender for Dig. I Psalmebog for Kirke og Hjem (1912) nr 369 til "Egen melodi". Tidligere publiceret i det ene af Roskilde Konvents to tillæg (1873 eller 1890). Teksten bygger på versene i Psaltarpsalme 51 i Bibelen.

- Den liusa Dag forgangen er i En Liden Vandrebog (1588). I Psalmebog for Kirke og Hjem (1912) nr 66. "Den lyse Dag forgangen er" opgives at have været publiceret i Kingos (1699), Pontoppidans (1740), Guldbergs (1778), Evengelisk-christlige (1798), Roskilde Konvents Psalmebog (1855) og have "Egen melodi".   "Den ljusa dag framgången är" findes i svensk tryk omkring 1630. Den svenske oversætter er ukendt. Den er nr. 501 i den svenske salmebog fra 1986 med 5 vers.

- Du mørcke Nat forgangen er, Morgensang i En Liden Vandrebog (1588).

- Du, Herre Krist, Min Frelser est med "Egen melodi". I Psalmebog for Kirke og Hjem (1912) nr 106. Tidligere publiceret i Kingos (1699), Pontoppidans (1740), Guldbergs (1778) og Roskilde Konvents Psalmebog (1855).
- En fattig pilgrim är jag här (Luthersk Psalmbok nr 903)

- Et trofast Hjerte, Herren min. I Psalmebog for Kirke og Hjem (1912) nr 482 at synges til samme melodi som Hvad kan os komme til for Nød. Den blev publiceret i Roskilde Konvents ene Tillæg (1873 eller 1890).

- Gud, efter dig jeg længes I Psalmebog for Kirke og Hjem (1912) nr 613. Den synges til samme melodi som Nu hviler Mark og Enge. Den blev publiceret i Kingos (1699), Pontoppidans (1740), Guldbergs (1778) og Roskilde Konvents Psalmebog (1855).

- Herre Jesus Christ, min Frelsere du æst i En Liden Vandrebog (1588). I Psalmebog for Kirke og Hjem (1912) nr 52 O, Gud ske Lov til evig Tid og synges til samme melodi som Apostlene sad i Jerusalem. Den blev publiceret i Roskilde Konvents ene Tillæg (1873 eller 1890). publiceret i "O Jesu Krist, till dig førvisst" 1591, i svensk oversættelse af Sigfrid Aronius Forsius, fra Helsingfors år 1614. Den er nr. 552 i den svenske salmebog fra 1986 med 5 vers.

- Hvem skal jeg klage mit sorgfulde Mod? I Psalmebog for Kirke og Hjem (1912) nr 590. Psalmen har en "Egen melodi". Den blev publiceret i Roskilde Konvents ene Tillæg (1873 eller 1890).

- Jeg gik mig i Rosenlund i En Liden Vandrebog (1588). "En vise om Verdens Svig og falske Venner"

- Jeg stod mig op en Morgen stund i En Liden Vandrebog (1588) med titlen "En arm Synders Klagemaal".

- Jeg ved et evigt Himmelrig. I Psalmebog for Kirke og Hjem (1912) nr 612. Egen melodi. Den blev publiceret i Roskilde Konvents ene Tillæg (1873 og 1890).

- Mit Hjerte gøres mig bange. I Psalmebog for Kirke og Hjem (1912) nr 589. Psalmen har en "Egen melodi". Den blev publiceret i Roskilde Konvents ene Tillæg (1873 og 1890).

- O Gud, efter dig mig forlænger i En Liden Vandrebog (1588). Titel "Et anfægtet Menneskes Bøn til Gud".

- O Jesus, Livsens Herre. I Psalmebog for Kirke og Hjem (1912) nr 364. Den synges til samme melodi som Jeg raaber fast, o Herre. Den blev publiceret i Roskilde Konvents ene Tillæg (1873 eller 1890).